# Johann Schmidkunz
Johann Schmidkunz (Viena, 27 de febrer de 1863 - Greifswald, 9 de febrer de 1934) fou un musicòleg i pedagog austríac.
Estudià filosofia i filologia en la Universitat de la seva vila natal i la música amb J. Jellner. Fins al 1894 donà un curs privat en la Universitat de Múnic i després fou professor d'estètica i pedagogia del Seminari de música Max Battke i crític musical del Vorwaerts.
Va escriure: Einleitung in die akademische Pädagogik (1907) i Die Ausbildung des Künstlers (1900). A més, va col·laborar, en Musikalisches Wochenblatt, Nord und Sud i Zeitschrift für Hochschulpädagogik, i pertanyia a la Societat de Pedagogia científica.
A més de les obres mencionades, va publicar: Analytische und synthetische Phantasie (1889); Ueber Die Abstraktion (1889); Psychologie der Suggestion (1892); Philosophische Propädeutik in neuester Literatur (1917) i J. K. Kreibig (Kantstudien, 1919).